# Kermit Roosevelt
Pour les articles homonymes, voir Kermit et Roosevelt.
Pour les autres membres de la famille, voir Famille Roosevelt.
Kermit Roosevelt (10 octobre 1889 - 4 juin 1943  est le second fils du président américain Theodore Roosevelt et d'Edith Roosevelt. Kermit a été tour à tour explorateur au côté de son père, soldat britannique et américain durant les deux guerres mondiales, homme d'affaires et notamment fondateur de l'United States Lines, et écrivain. Au terme de plusieurs confrontations à la dépression et à l'alcoolisme, il se donne la mort en 1943 en Alaska.